# Union sportive de Créteil
L'Union sportive de Créteil est un club omnisports fondé en 1936 et basé à Créteil en France. 

## Histoire
De 1936 à 1938, le football est la seule activité pratiquée. En 1938, la section cyclisme est créée. Le club devient omnisports en 1942. La section athlétisme est renforcée en 1975. Le club profite du soutien de la mairie, sous la houlette de Laurent Cathala, qui accorde 12% de son budget aux activités sportives. En 1985, l'USC compte 215 licenciés.
En 2025, l'US Créteil compte 9 725 licenciés dans 31 associations sportives.

### Naissance
De 1936 à aujourd'hui l'US Créteil a toujours évolué avec son temps. Créée un certain 11 mars 1936 avec le Football comme seule discipline, l'association tirera de cette date de naissance un surnom pour l'ensemble de ses adhérents : "LES BÉLIERS" - Nom qui renvoi au signe astrologique de référence à cette période de l'année.
L'US Créteil devient omnisports en 1938 avec la création de la section Cyclisme qui sera quelques années plus tard pourvoyeuse de médailles olympiques. Pour la petite histoire, l'US Créteil est alors l'une des toutes premières associations de type loi 1901 en France.

### Début de l'histoire d'amour avec les Jeux en 1956...
Aux Jeux de Melbourne en 1956, Maurice Moucheraud, rapportera à l'US Créteil sa première médaille olympique en Cyclisme. Une médaille du plus beau métal, puisque le Bélier s'offrira l'or sur la course sur route. De 1964 à 1972, Daniel Morelon et Pierre Trentin prendront la relève de leur ainé avec pas moins de 7 médailles olympiques dont 4 en or. Entre temps, en 1966, l'US Créteil omnisports ne compte que 8 disciplines ... Elle en comptera 13 en 1974 !

### Un coup d'accélérateur à partir de 1986...
En 1984, Fabrice Colas s'offre le bronze aux Jeux de Los Angeles, en Cyclisme sur piste au kilomètre. Deux années plus tard, pour ses 50 ans, en 1986, l'US Créteil propose un panel de 24 activités et compte dans ses rangs près de 5 000 adhérents.
En 1989, le club omnisports se transforme en union d'associations pour répondre à l'évolution sociale et professionnelle de la pratique sportive. En 1992, Pascal Mahé et Denis Tristant, handballeurs, remportent le bronze à Barcelone. Une belle année pour les deux Cristoliens, champions de France avec l'US Créteil Handball, vainqueurs de la Coupe de France et finalistes de la Coupe des Coupes (EHF) ! Les handballeurs cristoliens continueront à faire parler d'eux en 1997 avec une Coupe de France à leur actif.

### 2003-2014, années riches!
En 2000, l’US Créteil compte 27 associations. Alors que les championnats du Monde de Lutte s’organisent dans l'enceinte du Palais des Sports Robert Oubron en 2003, ses résidents de l'US Créteil Handball, remportent la Coupe de la Ligue. En 2004, une jeune gymnaste cristolienne fait parler d'elle aux Jeux d'Athènes. Emilie Le Pennec devient championne olympique aux barres asymétriques, la première française à réaliser cet exploit dans cette discipline ! En 2008 aux Jeux de Pékin, en Cyclisme sur piste, Grégory Baugé sera médaillé d'argent en vitesse par équipe et récidivera en 2012 à Londres en individuel et en vitesse par équipe aux côtés de Michaël D'Almeida. La capitale anglaise assistera au double sacres de l’athlète Assia El Hannouni. La première sportive handisport du club titrée à des Jeux Paralympiques ! En 2013, les footballeurs sont sacrés champions de National et promus en Ligue 2 et les handballeurs sont de retour en 1ère division. En 2017, Pierre-Ambroise Bosse alors licencié à l'US Créteil Athlétisme est sacré à Londres champion du Monde du 800m !

### L'un des plus grands club sportif en France dès 2010
En 2010, l’arrivée de la natation et en 2016 celle de l’Aïkido, porte à 31 le nombre d’associations. Avec plus de 9 500 adhérents toutes associations confondues, l'US Créteil fait partie des plus grands clubs sportifs dans l'Hexagone en terme d'adhérents et d'offres de pratiques. L'entité sportive cristolienne est soucieuse de proposer au plus grand nombre une pratique adaptée aux besoins et continue de briller au plus haut niveau avec de nouvelles médailles olympiques aux Jeux de Rio (Dimitri Bascou en Athlétisme, Grégory Baugé et Michaël D'Almeida en Cyclisme sur Piste).

### L'US Créteil s'adapte à la crise sanitaire...
La Crise sanitaire liée à la COVID-19 replace le sport au centre des enjeux de santé. Les Jeux de Tokyo 2020 repoussés en 2021 verront plusieurs Béliers y briller : Sébastien Vigier et Rayan Helal s'offrent le bronze en vitesse par équipe et prennent ainsi le relais de Grégory Baugé et Michaël D'Almeida. Dans le même temps Nedim Remili et Hugo Descat, deux handballeurs formés au club décrocheront l'or olympique avec l'équipe de France de Handball. Marie Patouillet et Soumaya Bousaïd en feront de même lors des Jeux Paralympiques avec 3 nouvelles médailles de bronze. Un beau signe d'espoir pour les années à venir avec toujours en ligne de mire les Jeux Olympiques.
A Paris en 2024, tout un pays vibre au rythme des Jeux Olympiques et Paralympiques. Créteil accueillera à cette occasion le dimanche 21 juillet la Flamme Olympique lors d'une journée festive placée sous le signe du partage. Côté sport, 6 nouveaux Béliers participeront à ce nouveau rendez-vous planétaire (4 aux Jeux Olympiques et 2 aux Jeux Paralympiques). Marie Patouillet remporte à Paris avant de prendre sa retraite sportive deux nouvelles médailles : L'argent lors du contre-la-montre sur piste 500m (catégorie C4/C5) et l'or en poursuite individuelle (catégorie C4/C5) ! Elle succède à Émilie Le Pennec en 2004 et Assia El Hannouni en 2012 et Soumaya Bousaïd en 2016, dernières Cristoliennes titrées aux Jeux...

### L'US Créteil attachée à ses valeurs
« Le sport pour tous et le plus haut niveau pour chacun » devise du club, pousse chaque jour les 31 disciplines à proposer une formation adaptée, en accompagnant ceux qui le veulent vers le plus haut niveau. De 1956 à aujourd'hui, 71 sportifs de l'US Créteil ont participé aux Jeux Olympiques et Paralympiques.

## Structure actuelle
En 2025, le club comprend 31 associations sportives. Le club compte plus de 9 725 membres licenciés en 2025. Elle exerce ses activités dans 32 sites différents dont le stade Dominique-Duvauchelle (12 000 places) et le palais des sports Robert-Oubron (2 500 places).
Il continue de prôner ses valeurs via sa devise « Le sport pour tous et le plus haut niveau pour chacun »

## Palmarès olympiques
De Melbourne à Paris, près de quarante sportifs ont participé aux Jeux olympiques.
- Maurice Moucheraud en cyclisme (route par équipe) en 1956.
- Daniel Morelon et Pierre Trentin en cyclisme sur piste (tandem) en 1968.
- Daniel Morelon en cyclisme sur piste (vitesse) en 1968.
- Pierre Trentin en cyclisme sur piste (kilomètre) en 1968.
- Daniel Morelon en cyclisme sur piste (vitesse) en 1972.
- Émilie Le Pennec en gymnastique en 2004.
- Grégory Baugé en cyclisme sur piste (vitesse par équipe) en 2008.
- Grégory Baugé et Michaël D'Almeida en cyclisme sur piste (vitesse par équipe) en 2012.
- Grégory Baugé en cyclisme sur piste (vitesse) en 2012.
- Daniel Morelon en cyclisme sur piste (vitesse) en 1964.
- Pierre Trentin en cyclisme sur piste (kilomètre) en 1964.
- Pierre Trentin en cyclisme sur piste (vitesse) en 1968.
- Fabrice Colas en cyclisme en 1984.
- Pascal Mahé et Denis Tristant avec l'équipe de France masculine de handball en 1992.
- Dimitri Bascou en athlétisme (110m Haies) en 2016.
- Sébastien Vigier et Rayan Helal en cyclisme sur piste (vitesse par équipe) en 2020.

## Palmarès paralympiques
De Londres à Paris, l'US Créteil a été représentée par 3 sportives aux Jeux paralympiques.
- Marie Patouillet en paracyclisme (poursuite C5) en 2024.
- Assia El Hannouni en para athlétisme (400m T12) en 2012.
- Assia El Hannouni en para athlétisme (200m T12) en 2012.
- Soumaya Bousaïd en para athlétisme (1500m T13) en 2016 pour la Tunisie.
- Marie Patouillet en paracyclisme (500m C5) en 2024.
- Soumaya Bousaïd en para athlétisme (1500m T13) en 2020 pour la Tunisie.
- Marie Patouillet en paracyclisme (poursuite C5) en 2020.
- Marie Patouillet en paracyclisme (épreuve sur route C5) en 2020

## Sections
- Athlétisme[4] (depuis 1963), Dimitri Bascou, Pierre-Ambroise Bosse et Rabii Doukkana sont licenciés à l'USC Athlétisme
- Badminton[5] (depuis 1979), Brice Leverdez est licencié à l'USC badminton
- Basket-ball[6] (depuis 1945)
- Boxe française[7] (depuis 1979)
- Boxe anglaise (depuis 2025)
- Canoë-kayak (depuis 1980)
- Cyclisme[8] (depuis 1938), Grégory Baugé, Michaël D'Almeida, Charlie Conord et Thierry Jollet  sont licenciés à l'USC cyclisme
- Cyclotourisme[9] (depuis 1963)
- Escrime[10] (depuis 1989)
- Football[11] (depuis 1936), voir US Créteil-Lusitanos
- Futsal[12] (depuis 2007),
- Gymnastique artistique[13] (depuis 1978), Émilie Le Pennec a été licenciée à l'USC gymnastique
- Gymnastique rythmique[14] (depuis 1987)
- Gymnastique volontaire (depuis 1976)
- Haltérophilie et Musculation (depuis 1979)
- Handball (depuis 1964), voir Union sportive de Créteil handball
- Judo (depuis 1974)
- Karaté[15] (depuis 1973)
- Lutte[16] (depuis 1981), Meryem Selloum est licenciée à l'USC lutte
- Natation[17] (depuis 2011)
- Rugby à XV[18] (depuis 1983)
- Squash[19] (depuis 1985), Camille Serme et Lucas Serme sont licenciés à l'USC squash
- Tennis[20] (depuis 1985)
- Tennis de table[21] (depuis 1975)
- Tir à l'arc[22] (depuis 1979)
- Trampoline (depuis 1979)
- Triathlon[23] (depuis 1985)
- Voile[24] (depuis 1983)
- Volley-ball[25] (depuis 1979)

## Sections disparues
- Boules lyonnaises (de 1963 à ?)
- Boxe anglaise (de 1975 à ?)
- Hockey sur gazon (de 1974 à ?)
- Rugby à XIII (de 1973 à ?)

## Présidences
- Louis Hénon : 1936 - 1937
- Noël Ceccaldi : 1937 - 1942
- Félix Duval : 1951 - 1952
- Noël Ceccaldi : 1953 - 1954
- Albert Laferrière : 1955 - 1977
- Christian Baumgarth : 1977 - 1978
- Alexis Attal : 1978 - 1980
- Dominique Le Nizerhy : 1980 - 1991
- Roger Baumann : 1991 -1992
- Michel Leblanc : 1992 - 1996
- Camille Lecomte : 1997 à ce jour